# Inter vivos
Inter vivos es una expresión latina que se utiliza en derecho para referirse a aquellos actos jurídicos que se producen entre personas vivas, en contraposición a los actos mortis causa. La expresión literalmente significa "entre vivos".
Ejemplo clásico de esta diferencia es la que existe entre una donación y una herencia o legado. En este último caso, el acto jurídico no se materializa hasta que el sujeto donante ha fallecido. El resultado final (acto jurídico traslativo de la propiedad) es, sin embargo, muy similar en ambos casos.